# Sebastià Roig i Casamitjana
Sebastià Roig i Casamitjana (Figueres, Alt Empordà, 1965) és un periodista i escriptor català.

## Biografia
Nascut a Figueres, la relació d'aquest autor amb els llibres i les biblioteques va començar a la infantesa, de què recorda:
«…La meva mare em va acompanyar a fer-me el carnet de soci, perquè a casa no hi havia llibres i a mi m'agradava molt llegir. La Biblioteca de Figueres era plena de llibres per endur-te (i gratis!). M'hi solien deixar anar tot sol, unes hores, els dissabtes al matí. El primer llibre que vaig treure? La bibliotecària em va recomanar la sèrie Guillermo, de Richmal Crompton. Crec que em vaig endur Guillermo y el animal del espacio, però em va avorrir i no me'l vaig acabar. Les sèries que vaig devorar, en canvi, van ser Los Cinco i Los Siete Secretos, d'Enid Blyton».
Especialista en cultura popular, és un gran coneixedor del món del còmic, el cinema i la literatura de gènere. Com a periodista va col·laborar amb La Vanguardia, Catalunya Ràdio, RAC1, El Periódico, Avui, RAC, Vèlit, Hora Nova, L'Empordà, El Punt i Tentacles. En l'actualitat, escriu columnes i reportatges al Diari de Girona i la Revista de Girona.
L'estiu del 2005 Sebastià Roig, Joan Manuel Soldevilla foren els documentalistes de les exposicions Merci, Jules, dedicades a Jules Verne al Museu de la Pesca de Palamós, al Museu del Cinema de Girona i al Museu del Joguet de Catalunya de Figueres.
Ha publicat textos sobre el cine de terror i fantàstic i sobre el món de la historieta. També ha escrit novel·les de ciència-ficció humorística: Mugrons de titani (amb Salvador Macip), El pla del doctor Bataverda (Cruïlla, 2003) o El cogombre sideral (Destino, 2000). Col·labora amb les Edicions Triangle Postals, on ha participat en títols com Catalunya (2007) o Dalí, el triangle de l'Empordà (2003). Aquest darrer va merèixer el premi de la Generalitat de Catalunya al millor llibre de promoció turística 2003.
Entre els seus nombrosos articles a la Revista de Girona, el món de les biblioteques segueix essent motiu d'estudi, com als dos articles «Figueres, 1936: la guerra dels llibres»' i «Figueres 1936 (II): els llibres vençuts» en què ressegueix la història de la directora de la Biblioteca Popular de Figueres, Adela Riera i Carré i les depuracions i pressions sofertes per la biblioteca de Figueres durant la Guerra Civil i la postguerra.
L'abril de 2015 ha estat reconegut com a escriptor «de capçalera» de la Biblioteca Fages de Climent de Figueres.

## Llibres publicats
Novel·les
- Mugrons de titani (amb Salvador Macip). Bromera, 2005.
- El cogombre sideral. Destino, 2000.

Infantil i juvenil
- "Hora zero: sabates i cohets" (amb Toni Benages i Gallard). Dins de Petit Sàpiens (núm.3, estiu 2017).
- El secret de la banya embruixada (amb Salvador Macip). Animallibres, 2015.
- Ullals (amb Salvador Macip). La Galera, 2011.[7][8]
- El pla del doctor Bataverda. Cruïlla, 2003.

Col·laboracions
- Papitu (1908-1937) Sàtira, erotisme i provocació.  Efadós, 2014. ISBN 978-84-15232-71-1
- L'Esquella de la Torratxa 1879-1939. 60 anys d'història catalana. Efadós, 2013. ISBN 978-84-15232-58-2
- Cu-cut! Sàtira política en temps trasbalsats (1902-1912). Efadós, 2012.
- Alt risc. Tretze contes d'humor negre. Laertes, 2000.

Assaig
- El futur dels nostres avis. Diputació de Girona, 2012.[9]
- Els malsons dels nostres avis. El Terror i el Fantàstic a Catalunya. Duxelm, 2007.[10]
- Les generacions del còmic. De la Família Ulises als manga. Flor del Vent, 2000.

Monografies
- Turista a babord! : Franco, biquinis, toros i sangria. Úrsula Llibres 2021
- Catalunya. Triangle Postals, 2018[11]

- Cap de Creus. Triangle Postals, 2016
- Bon cop d'estic. Enric Borràs, 2012[12]
- Guia Costa Brava. Triangle Postals, Barcelona, 2011.
- Can Roura de la cera. Alzamora Gràfiques, 2009.Joan Trayter Malirach. Un geni del so. Brau, 2009[13][14]
- Catalunya. Triangle Postals, 2008.
- L'Escala. Triangle Postals, 2008.
- Roses. Tots els sabors del blau. Triangle Postals, Barcelona, 2006.
- Dalí. El triangle de l'Empordà. Triangle Postals, 2003.

Guions de còmic
- El Cercle de Loplop: una aventura de Francesc Pujols. Il·lustracions: Toni Benages i Gallard. Barcelona: Editorial Males Herbes, 2021. ISBN 9788412435252
- Les extraordinàries aventures de Francesc Pujols. Dibuix de Toni Benages i Gallard. Males herbes, 2015. ISBN 978-84-943108-8-1
- El Maletí del doctor Gomis = Doctor Gomis' briefcase. Il·lustracions: Noelia Carrión. [Barcelona] : Generalitat de Catalunya, Departament d'Empresa i Coneixement, Secretaria d'Universitats i Recerca, Direcció General de Recerca, 2018. ISBN 9788439395829

## Premis
- V Premi Imperdible a millor llibre fantàstic escrit en català (2018) per Narcís Monturiol i les pedres de l'Infern, amb Toni Benages.
- XXXVIIè Premi Joaquim Ruyra (2010) per Ullals
- XII Premi Vall d'Albaida (2005) per Mugrons de titani
- III Premi Aurora Díaz-Plaja (2003) per l'article «Quan el còmic es converteix en literatura»
- VIII Premi Santa Perpètua de Conte Breu (1996) pel conte Sèrie B[15]